# Банска
 Тази статия е за манастира в Косово.  За реката в България вижте Банска река.  
Банска (на сръбски: Бањска) е действащ православен манастир на Сръбската православна църква.

## Местоположение
Намира се в Северно Косово. Отстои на няколко километра от Звечан, на югоизточните склонове на планината Рогозна. Изграден е приживе от Стефан Милутин (1313 – 1317) като негова задужбина и ведно с манастирската църква е посветен на свети Стефан.

## История
Манастирът е съграден архитектурно в типичен рашки стил. След смъртта на Стефан Милутин в Неродимле банският епископ Данило II пренася тленните му останки тук. След косовската битка мощите на краля са пренесени в близкото рударско селище Трепча, а след падането на Смедеревското деспотство под турска власт са пренесени в София, където се съхраняват в църквата „Свети Крал“. Тук по време на Първата световна война е открит гробът и владетелският пръстен на кралица Теодора Смилец, съпруга на Стефан Дечански и майка на Стефан Душан. На открития скелет са намерени пръстени, които се оказват че са на майката на цар Стефан Душан.
По време на османското владичество манастирът е опожарен и запуснат. На 15 август 2004 година (Успение Богородично), след като е реставриран и възстановен, е отново отворен за посетители.